# Seira domestica
Seira domestica är en urinsektsart som först beskrevs av Hercule Nicolet 1842.  Seira domestica ingår i släktet Seira och familjen brokhoppstjärtar. Inga underarter finns listade i Catalogue of Life.